# Stazione di Bishop's Stortford
La stazione di Bishop's Stortford è una stazione ferroviaria posta a servizio della cittadina di Bishop's Stortford, nell'Hertfordshire. Sorge lungo la linea Londra-Cambridge e, da qui, si dipanava una diramazione per Braintree.

## Storia
La stazione fu aperta dalla compagnia Northern and Eastern Railway il 16 maggio 1842. Inizialmente si trattava di un capolinea temporaneo e divenne una stazione passante il 30 luglio 1845, quando la linea fu estesa fino a Cambridge e, da lì, a Norwich.

Nel 1843 il treno da Londra a Bishop's Stortford era programmato per viaggiare a 58 km/h (al netto delle fermate) ed era quindi la corsa più veloce prenotata su qualsiasi ferrovia inglese dell'epoca.
Il sito della stazione comprendeva un grande scalo merci che occupava il terreno oggi utilizzato per il parcheggio delle auto, oltre a binari di raccordo che si estendevano a ovest fino ai moli del canale Stort Navigation.
A est, si trovavano una piccola piattaforma girevole e una rimessa per i motori su un terreno successivamente utilizzato come garage e, dal 2012, sostituito da un supermercato.
Durante il periodo di massimo splendore, la stazione aveva due posti di movimento: South, situato di fronte all'attuale edificio e dietro al binario 3, e North, che controllava l'accesso alla linea Bishop's Stortford-Braintree.
Nel 2014 la stazione è stata sottoposta a un ampio ammodernamento che ha portato alla costruzione di una nuova biglietteria, di ulteriori tornelli, di punti vendita e di una nuova pensilina per i binari.

### Incidenti
La stazione fu teatro di un incidente mortale l'ultimo giorno dello sciopero generale del 1926, quando un treno merci diretto a sud, gestito da un equipaggio volontario, si schiantò contro la coda di un treno precedente fermo al binario 2.
La tettoia del binario fu demolita e un passeggero in attesa rimase ucciso.

## Strutture e impianti
La stazione è gestita da Greater Anglia e dispone di due ingressi: uno da Station Road, dove si trovano la biglietteria, la sala d'attesa e le informazioni in tempo reale, mentre l'altro ingresso è per l'accesso diretto ai binari 2 e 3.
L'impianto dispone di tre binari serviti da banchina. Il binario 1 è utilizzato per i servizi verso l'aeroporto di Stansted e Cambridge. Il binario 2 è utilizzato per i servizi verso Londra Liverpool Street e Stratford. Il binario 3 è utilizzato per alcuni treni che terminano a Bishops Stortford. È utilizzato anche da alcuni servizi da/per Cambridge via aeroporto di Stansted che partono/terminano solo qui.
Prima del 1985, quando Bishop's Stortford era il limite settentrionale dell'elettrificazione, era utilizzata per i treni lenti diretti a Londra Liverpool Street e a Cambridge; pertanto, il binario 2 era utilizzato per i treni veloci.
In stazione sono stati installati tornelli per impedire l'evasione tariffaria.

## Movimento
Tutti i servizi transitanti dalla stazione di Bishop's Stortford sono gestiti da Greater Anglia (compresi alcuni servizi che operano con il marchio Stansted Express). Questi servizi collegano la stazione con Londra Liverpool Street, Stratford, l'aeroporto di Stansted e Cambridge Nord.

Durante l'ora di punta dei giorni feriali, inoltre, è servita da un piccolo numero di servizi da e per Ely e King's Lynn.